# Lipiany
Lipiany (Duits: Lippehne) is een stad in het Poolse woiwodschap West-Pommeren, gelegen in de powiat Pyrzycki. De oppervlakte bedraagt 5,5 km², het inwonertal 4156 (2005).